# Nicolepeira transversalis
Nicolepeira transversalis là một loài nhện trong họ Araneidae.
Loài này thuộc chi Nicolepeira. Nicolepeira transversalis được Hercule Nicolet miêu tả năm 1849.